# Цецилия Бранденбургская
Цецилия Бранденбургская (1405 — 4 января 1449) — принцесса Бранденбурга и герцогиня Брауншвейг-Вольфенбюттеля.

## Биография
Цецилия была дочерью курфюрста Фридриха I Бранденбургского (1371—1440) от его брака с Елизаветой Баварской (1383—1442), дочерью герцога Фридриха из Баварии-Ландсхут. Братьями Цецилии были курфюрсты Бранденбурга — Фридрих II Брандербургский и Альбрехт III Ахилл.
30 мая 1423 года она вышла замуж за Вильгельма III Брауншвейг-Вольфенбюттельского (1392—1482). Брак был устроен императором Священной Римской империи Сигизмундом.
Цецилия жила в замке Бодентейх, который получила взамен Вольфенбюттельского замка и получала ежегодное содержание в размере 2000 гульденов. В 1432 году Цецилия передала замок брату своего мужа Генриху II, для защиты от претензий на замок местных епископов. Генри удалось отбить претензии епископа, но он приказал Цецилию вместе с детьми покинуть его замок. Цецилия вместе с детьми переехала в замок Шёнинген.
Цецилия умерла 4 января 1449 года и была похоронена в Брауншвейгском соборе.

## Дети
От брака с Вильгельмом I Брауншвейг-Вольфенбюттельским у Цецилии было двое сыновей:
- Фридрих III Беспокойный (1424—1495), герцог Брауншвейг-Каленберга

∞ 1463 принцесса Анна Брауншвейг-Грубенхагенская (1415—1474)
∞ 1483 графиня Маргарита Ритбергская (ум. 1533/1535)
- Вильгельм IV Младший (1425—1503), герцог Брауншвейг-Вольфенбюттеля

∞ 1444 графиня Елизавета фон Штольберг-Вернигероде (ум. в 1520/1521).